# Стотца
Стотца (Сто́тза, Стоца; ср.-греч. Στότζας; погиб в 545) — византийский военный деятель, поднявший в Африке восстание.

## Биография
Стотца служил телохранителем военачальника Мартина в армии Велисария, который в тот момент завоевывал королевство вандалов в Африке в 533—534 годах. В 536 году в византийской армии в Африке поднялся военный мятеж против её лидера Соломона. Восставшие избрали Стотцу своим предводителем и начали изгонять из Африки лояльных империи для того, чтобы основать своё собственное государство. Стотца двинулся на африканскую столицу Карфаген с армией из восьми тысяч человек, к которым присоединились, по крайней мере, тысяча вандалов и несколько сбежавших рабов. Он осадил город и когда тот был на грани капитуляции, Велисарий неожиданно для восставших вернулся с Сицилии. Стотца снял осаду и отступили к Мембресу, где его армия потерпела поражение от Велисария. Повстанцы бежали в Нумидию, где Стотца убедил большую часть византийского гарнизона присоединиться к нему после убийства их начальников. По словам историка Прокопия Кесарийского, две трети византийской армии в Африке перешли на сторону бунтовщиков.
Однако Велисарий был вынужден вернуться в Италию, чтобы вести войну против остготов и его заменили способным кузеном императора Юстиниана I Германом в конце 536 года. Герман вёл успешную политику по отношению к мятежным войскам, пытаясь склонить их на свою при помощи обещаний даровать прощение и выплаты жалованья, и в результате большая часть армии покинула Стотцу. Поэтому весной 537 года Стотца с остатками сторонников выступил на Германа. Две армии встретились в местечке Скала Ветера, и Стотца, брошенный всеми союзниками, был побеждён.
Однако ему удалось бежать с горсткой приверженцев в Мавретанию, где он был принят с почётом и женился на дочери местного князя. В 544 году Стотца и мавретанский король Анталас напали снова на византийскую Африку. Стотца и его солдаты подверглись нападению со стороны военачальника Иоанна осенью 545 года, несмотря на своё численное превосходство. В ходе последовавшей битвы при Факии, Иоанн сумел нанести смертельную рану Стотце, хотя он сам был убит вскоре после этого.